# Превентивная дипломатия
Превентивная дипломатия — дипломатические действия, направленные на предотвращение возникновения разногласий между сторонами, на предотвращение развития уже существующих разногласий в конфликт, а также на ограничение распространения уже существующего конфликта.
Впервые идея превентивной дипломатии была озвучена третьим Генеральным секретарём ООН Дагом Хаммаршёльдом. Он употреблял этот термин, начиная с конца 1950-х годов, и дал ему определение в 1960 году в одном из своих отчётов. Под «превентивной дипломатией» Хаммаршёльд понимал усилия ООН (такие как посредничество, оказание помощи, в том числе экономической и по установлению фактов, и т. д., осуществляемые через Генерального секретаря и Совет безопасности), направленные на локализацию «споров и войн, способных усугубить конфронтацию между двумя противоборствующими сторонами».
После появления идеи превентивной дипломатии она развивалась, учитывая новые обстоятельства изменяющегося мира. После окончания «холодной войны» седьмой Генеральный секретарь ООН Бутрос Бутрос-Гали сформулировал концепцию превентивной дипломатии в своём докладе от 2 июля 1992 года.
26 августа 2011 года Генеральный секретарь ООН Пан Ги Мун подготовил по поручению Совета безопасности доклад «Превентивная дипломатия: достижение результатов», посвящённый памяти Дага Хаммаршёльда, погибшего в 1961 году. По мнению главы ООН, превентивная дипломатия приносит конкретные положительные результаты «при относительно скромных ресурсах». Он отметил совершенствование используемых методов и успехи в части доступности информации о назревающих конфликтах, но обратил внимание на сбои в прогнозировании и недостаток числа превентивных дипломатов.